# موزة سليمان محمد الوردي
موزة سليمان محمد الوردي، هي أمينة ومؤرخة من عُمان، حصلت على درجة البكالوريوس في التراث والدراسات الثقافية من جامعة كيرتن في أستراليا. تشغل منصب مديرة قسم المجموعات في المتحف الوطني العماني منذ عام 2019. انضمت إلى المتحف في عام 2009 كأمينة رئيسية، ولعبت دوراً مهماً في بنائه وتطويره. تتخصص الوردي في تاريخ صناعة الفضة في عمان، حيث تُعتبر خبيرة في الأعمال المعدنية التاريخية، لا سيما الفضة والبرونز. تركز اهتمامها على تقاليد النساء العمانيات كصائغات للفضة، وخاصة في منطقة ظفار بجنوب عمان.

## المشاريع التعاونية الدولية
شاركت الوردي في مشروع بحثي بالتعاون مع أودي مونجياتي من المتحف البريطاني، وفهميدة سليمان من متحف أونتاريو الملكي، ومارسيا دور. شمل هذا المشروع دراسة العملات المعدنية المتداولة في عُمان وإعادة استخدامها في المعلقات المعدنية. ساهمت الوردي في دراسة كنز ديبا، وهو مجموعة من الأواني الحجرية والمشغولات المعدنية البرونزية التي تعود إلى الفترة بين 1200 و300 قبل الميلاد، مما يعزز من معرفتها بالأعمال المعدنية العمانية القديمة. في عام 2013، تم ترشيحها لبرنامج التدريب الدولي في المتحف البريطاني. وفي عام 2018، شاركت في حدث إقليمي استضافته منظمة اليونسكو في الكويت لتطوير المتاحف الوطنية.